# Пипине, Йонас Пятрасович
Йонас Пятрасович Пипине (лит. Jonas Petras Pipynė; 30 ноября 1935, Биржай, Биржайский уезд — 23 сентября 1997, Вильнюс) — советский литовский легкоатлет, специалист по бегу на средние дистанции. Выступал за сборную СССР по лёгкой атлетике в 1950-х годах, победитель первенств всесоюзного и республиканского значения, участник летних Олимпийских игр в Мельбурне. Мастер спорта СССР (1956).

## Биография
Родился 30 ноября 1935 года в городе Биржай, Литва.
Занимался лёгкой атлетикой в Вильнюсе, выступал за спортивные общества «Жальгирис» и «Трудовые резервы».
Впервые заявил о себе на всесоюзном уровне в сезоне 1956 года, когда в беге на 1500 метров одержал победу на чемпионате страны в рамках Первой летней Спартакиады народов СССР в Москве. Благодаря этой победе вошёл в основной состав советской сборной и удостоился права защищать честь страны на летних Олимпийских играх в Мельбурне — здесь с результатом 3:50.6 остановился на стадии полуфиналов.
В 1957 году на чемпионате СССР в Москве выиграл бег на 1500 метров и стал серебряным призёром в беге на 800 метров. Будучи студентом, представлял Советский Союз на Всемирных университетских играх в Париже, где в дисциплине 1500 метров получил серебро. По итогам сезона признан спортсменом года в Литве.
На чемпионате СССР 1958 года в Таллине вновь превзошёл всех соперников на 1500-метровой дистанции. Принимал участие в чемпионате Европы в Стокгольме.
В 1959 году выиграл кросс на 5 км на чемпионате СССР по кроссу в Москве, в беге на 1500 метров был лучшим на II летней Спартакиаде народов СССР в Москве — таким образом в четвёртый раз подряд стал чемпионом страны в данной дисциплине.
В 1962 году на чемпионате СССР в Москве взял на дистанции 1500 метров бронзу.
В общей сложности в течение своей спортивной карьеры 16 раз становился чемпионом Литовской ССР в различных легкоатлетических дисциплинах, 32 раза обновлял рекорды Литвы: в беге на 800, 1000, 1500, 2000, 5000 метров, 1 милю, в эстафетах 4 × 400, 4 × 800, 4 × 1500 метров. Побеждал на первенстве Литовской ССР по лыжным гонкам.
Окончил Литовский государственный институт физического воспитания (1960) и Вильнюсский государственный педагогический институт (1963).
Умер 23 сентября 1997 года в Вильнюсе в возрасте 61 года.

## Награды
- Медаль «За трудовую доблесть» (27.04.1957) — «за успехи, достигнутые в деле развития массового физкультурного движения в стране, повышения мастерства советских спортсменов, и успешное выступление на международных соревнованиях»